# Herman VIII (margrabia Badenii)
Herman VIII (zm. w 1300 r.) – margrabia Badenii z rodu Zähringen. Był jednym z synów margrabiego Badenii Hermana VII i Agnieszki, córki Fryderyka V, hrabiego Truhedingen i Dillingen.